# Микола Олександрович (син Олександра ІІ)
Микола Олександрович (8 [20] вересня 1843 року, Царське Село, поблизу Санкт-Петербурга — 12 [24] квітня 1865 року, Ніцца, Франція) — спадкоємець цесаревич і великий князь, старший син імператора Олександра II. Отаман усіх козацьких військ (з 1855), генерал-майор Свити Його Величності (1862), канцлер Гельсінгфорського університету.

## Життєпис
Микола Олександрович був другою дитиною (після його сестри Олександри) і старшим сином цесаревича Олександра, майбутнього імператора Олександра II, та його юної дружини Марії Олександрівни. Він народився в Царському Селі 8 (20) вересня 1843 і був названий на честь діда — імператора Миколи I.

За спогадами великої княжни Ольги Миколаївни, Микола I після народження онука наказав своїм молодшим синам — Костянтину, Миколі та Михайлу — схилити коліна перед колискою та принести клятву вірності майбутньому спадкоємцю російського престолу.

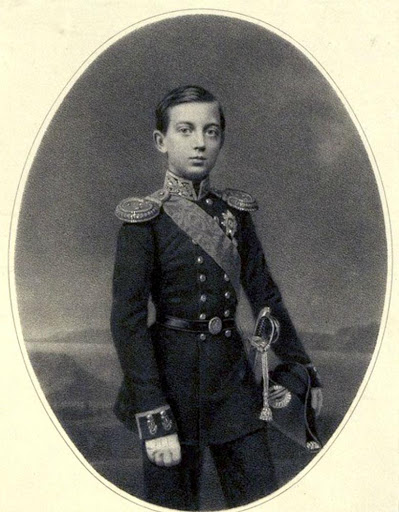
Цесаревич Микола Олександрович. Початок 1850-х.

Хлопчик ріс улюбленцем, вирізнявся розумом, приємною зовнішністю та характером. Особливо була прив'язана до нього мати — Марія Олександрівна. З братів і сестер Микола був найближчим з наступним за ним за віком (на два роки молодше) братом — майбутнім імператором Олександром III. Граф Сергій Шереметєв зазначав: «Імператриця любила його ніжніше за інших і цілком виключно зайнялася ним і пишалася його вихованням. Характери їх були подібні. Микола Олександрович набагато менше схожий на государя, ніж на матір. З батьком вони багато в чому розходилися і один одного часто не розуміли».

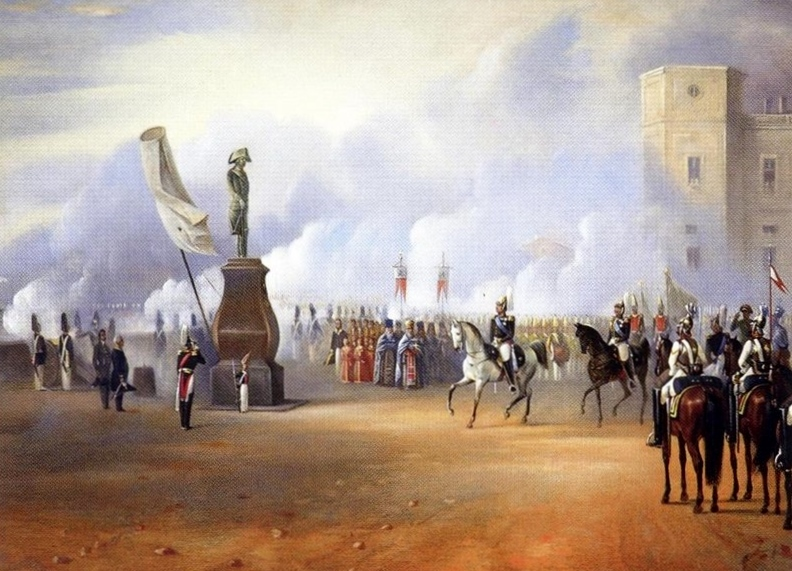
Освячення пам'ятника Павлу I біля Великого Гатчинського палацу. 1851 рік. Маленька фігурка на тлі п'єдесталу пам'ятника це правнук Павла I, майбутній цесаревич-спадкоємець престолу семирічний Микола Олександрович (син Олександра II), який у момент відкриття монумента стояв біля пам'ятника своєму прадіду.

1855 року помер дід Миколи — імператор Микола I. На престол зійшов його батько, імператор Олександр II і Микола в 11 років став цесаревичем — спадкоємцем російського престолу.
На початку 1860-х років цесаревич Микола Олександрович у супроводі свого вихователя графа Сергія Строганова здійснив ознайомчі поїздки країною. Ці поїздки були описані, зокрема, Костянтином Побєдоносцевим і Іваном Бабстом у книзі «Листи про подорож государя спадкоємця цесаревича Росією від Петербурга до Криму», а також полковником Оттноном Ріхтером, який перебував у свиті спадкоємця.
Миколу пристрасно любила його троюрідна сестра Катерина, принцеса Ольденбурзька. Імператриця Марія Олександрівна хотіла бачити її дружиною спадкоємця. Переговори про шлюб тривали довго, але у результаті мати дівчини відповіла категоричною відмовою. На згадку цесаревич подарував Катерині перстень із бірюзою.
У 1862 році, після повалення в Греції в результаті повстання правлячого короля Оттона I (з роду Віттельсбахів), греки провели плебісцит на вибір нового монарха. Бюлетенів із кандидатами не було, тому будь-який підданий Греції міг запропонувати свою кандидатуру чи вид правління в країні. Результати були оприлюднені в лютому 1863 року. Серед тих, кого вписали греки, був Микола Олександрович; він посів п'яте місце та набрав менше 1 відсотка голосів. Правда, слід визнати, що за рішенням Лондонською конференції 1832 року представники російського, британського і французького царюючих будинків не могли займати грецький трон.

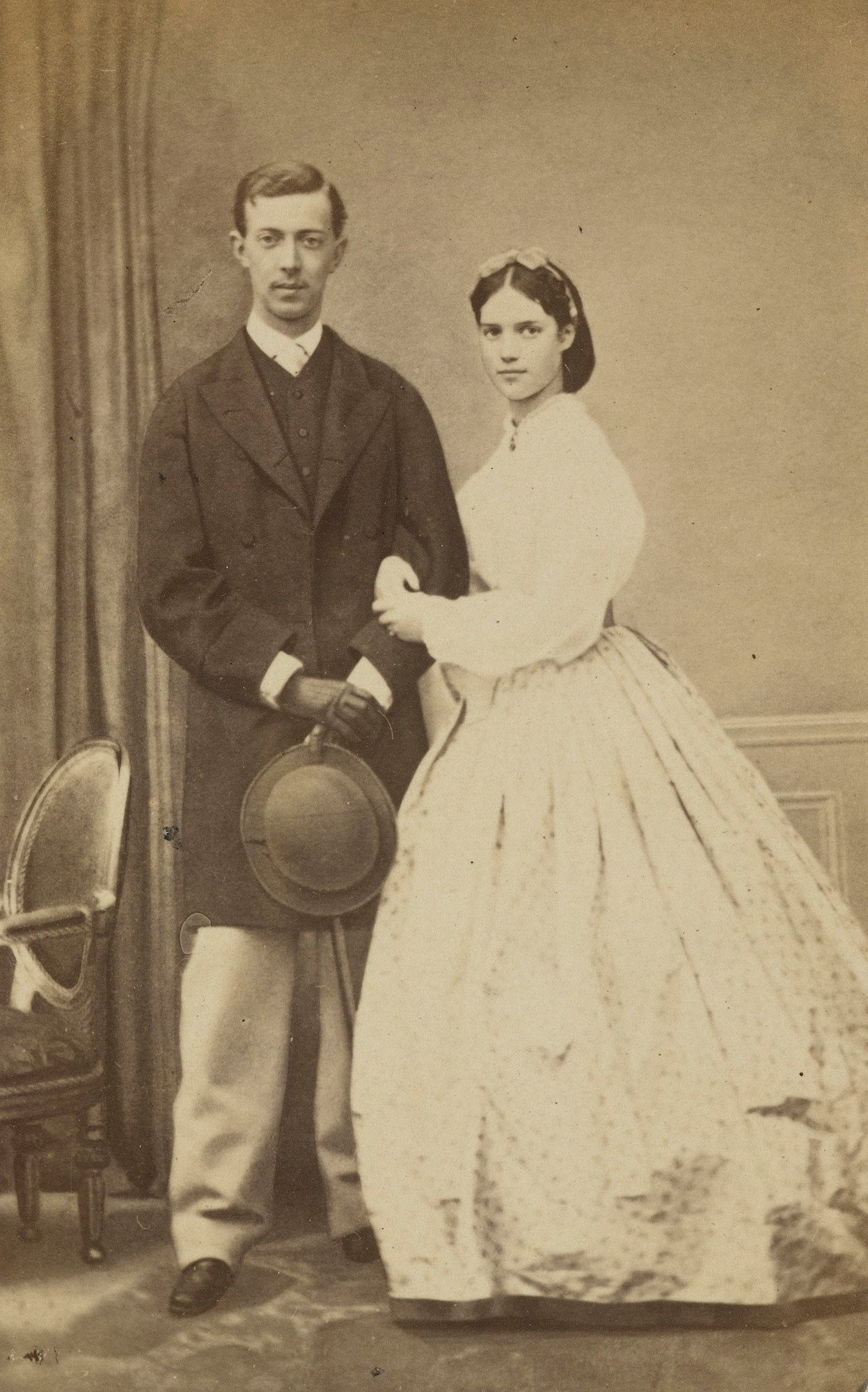
Цесаревич Микола Олександрович та принцеса Дагмар (1864)

Енциклопедію права цесаревичу викладав професор Іван Андріївський. 1863 року його змінив Борис Чичерін, який викладав державне право. За відгуками Чичеріна, Микола Олександрович обіцяв стати найосвіченішим і найліберальнішим монархом не тільки в російській історії, а й у всьому світі.
1864 року спадкоємець поїхав за кордон. Під час цієї поїздки, у свій 21-й день народження Микола Олександрович був заручений з дочкою короля Данії Християна IX, принцесою Дагмар (1847—1928), яка згодом стала дружиною його брата, імператора Олександра III.
Під час подорожі по Італії цесаревич несподівано для всіх захворів, що спочатку виявлялося у слабкості та сильних болях у спині. Він скаржиться на нездужання в спині, яке збиває з пантелику лікарів: за одними даними, він пошкодив хребет, впавши з коня, за іншими — страждає на ревматизм. З 20 жовтня 1864 року він лікувався в Ніцці, вірний діагноз лікарі довгий час поставити не могли — спочатку передбачали застуду, потім радикуліт. Навесні 1865 року його стан почало погіршуватися, лише тоді було чітко поставлено діагноз — туберкульозний менінгіт. 10 (22) квітня 1865 року до Ніцци прибув Олександр II. Вночі 12 (24) квітня після чотиригодинної агонії великий князь помер. Його останньою фразою була: «Стоп машина!». Тіло раптово помер спадкоємця престолу з Ніцци в Петербург супроводжував генерал-ад'ютант Микола Анненков. Тіло було відправлено до Росії на фрегаті «Александр Невський».
Несподівана смерть молодого спадкоємця престолу потрясла Російську імперію та родину Романових. За свідченням великої княжни Ольги Миколаївни, залишеної в її біографічних спогадах «Сон юності», після смерті цесаревича його мати, імператриця Марія Олександрівна лише зовні залишалася зібраною, неухильно виконує свій обов'язок імператриці та зацікавленою в навколишніх подіях, але рідні знали сина «з неї вийняли душу».
Кончині цесаревича було присвячено низку віршів. Присутній при смерті Миколи Олександровича поет Петро Вяземський у тому ж 1865 написав посвячений його пам'яті вірш «Вечором на березі моря» і опублікував брошуру «Вілла Бермон» з описом останніх днів спадкоємця. У брошурі поет запропонував звести у Ніцці храм, присвячений пам'яті покійного. У 1868 році в Ніцці була зведена посвячена великому князю каплиця, а в 1903—1912 архітектором Михайлом Преображенським було збудовано п'ятиголовий собор святителя Миколи Чудотворця.
Імператор Олександр III назвав свого старшого сина і спадкоємця, який народився через три роки після смерті Цесаревича Миколи Олександровича, на честь свого старшого брата, якого він любив «найбільше на світі». Через 26 років цей хлопчик стане Миколою II.

### Чини та звання
- Прапорщик та корнет (22.08.1850);
- Поручник (1851);
- Отаман усіх козацьких військ (19.02.1855);
- Штабс-ротмістр (1855);
- Ротмістр «за доброчинність» (17.04.1858);
- Флігель-ад'ютант (08.09.1859);
- Полковник (08.09.1860);
- Генерал-майор Свтти (08.09.1862).

### Нагороди
- Орден Святого Андрія Первозванного (10.10.1843);
- Орден Святого Олександра Невського (10.10.1843);
- Орден Білого орла (10.10.1843);
- Орден Святої Анни 1-го ступеня (10.10.1843).

Іноземні:
- Іспанський орден Золотого руна (1857);
- Французький орден Почесного легіону, великий хрест (08.09.1859);
- Данський орден Слона (20.09.1859);
- Шведський орден Серафимов (20.09.1859);
- Австрійський орден Святого Стефана, великий хрест (1860).

## Галерея

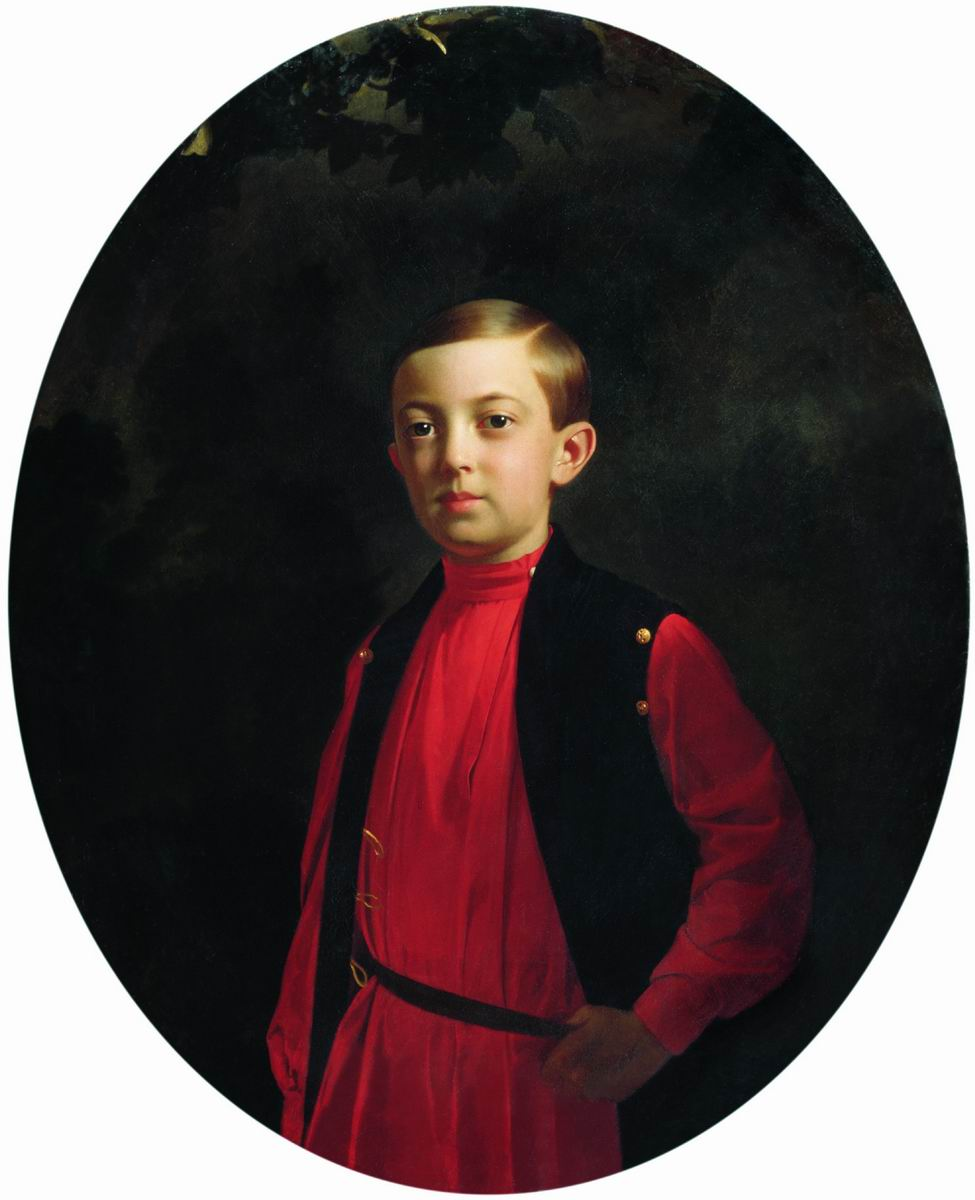
Портрет великого князя Миколи Олександровича (Сергій Зарянко, 1851).
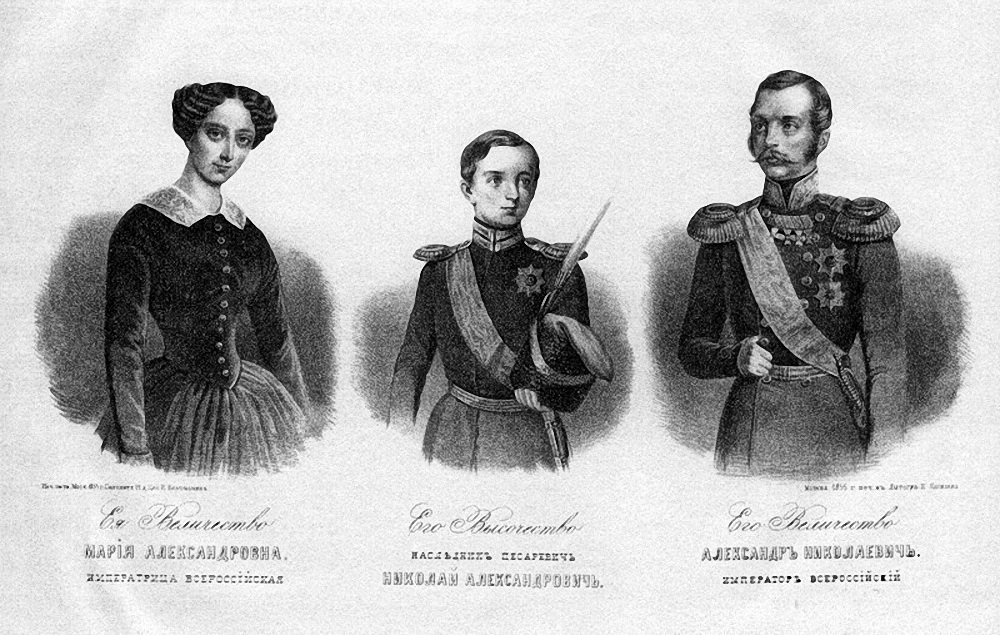
Цесаревич Микола з батьками, гравюра (1855)
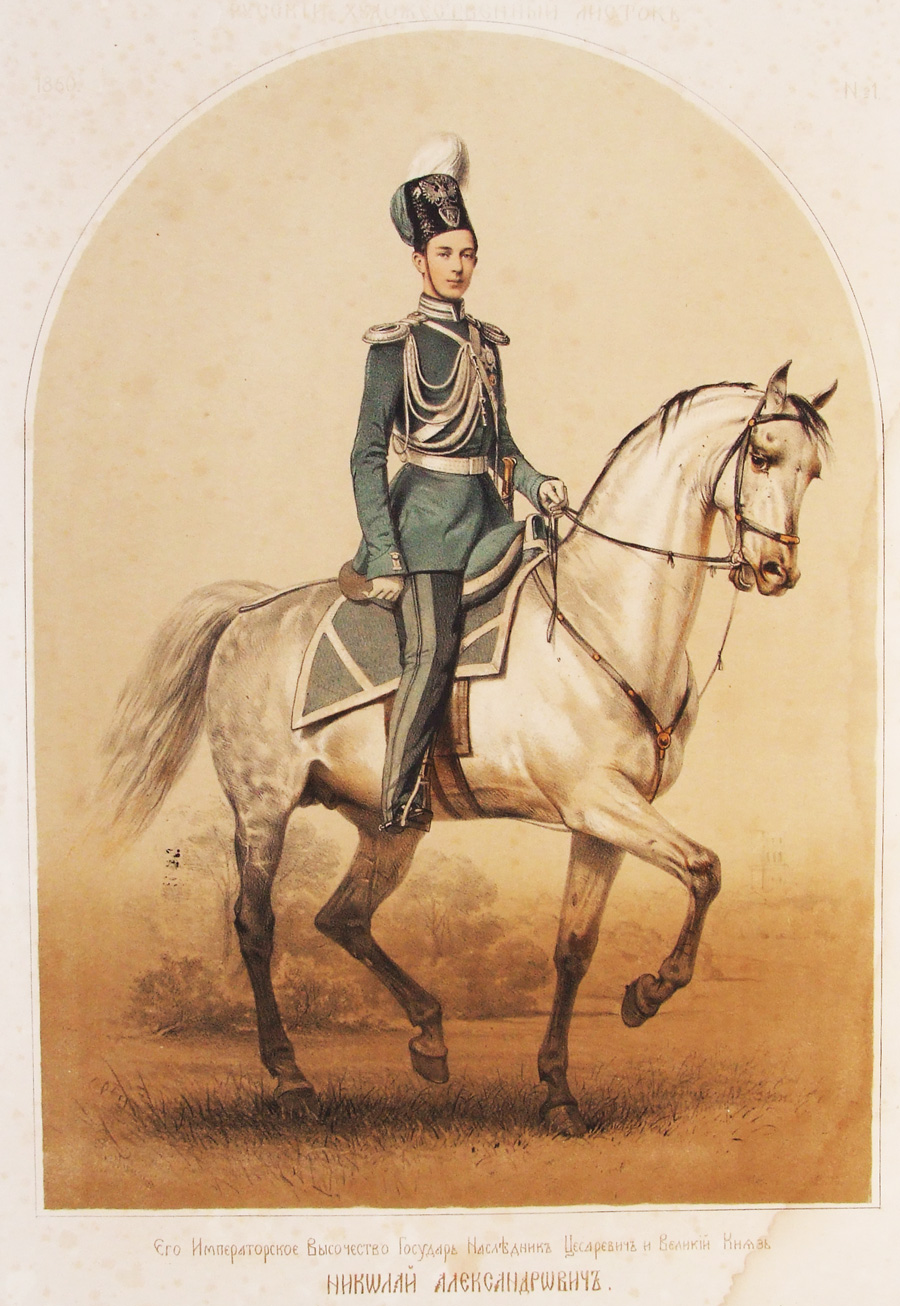
Цесаревич Микола Олександрович, рис. 1860 р.
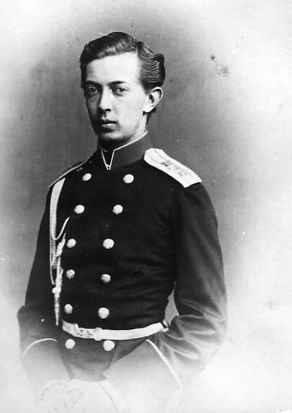
Микола Олександрович. Фото Сергія Левицького (1862)
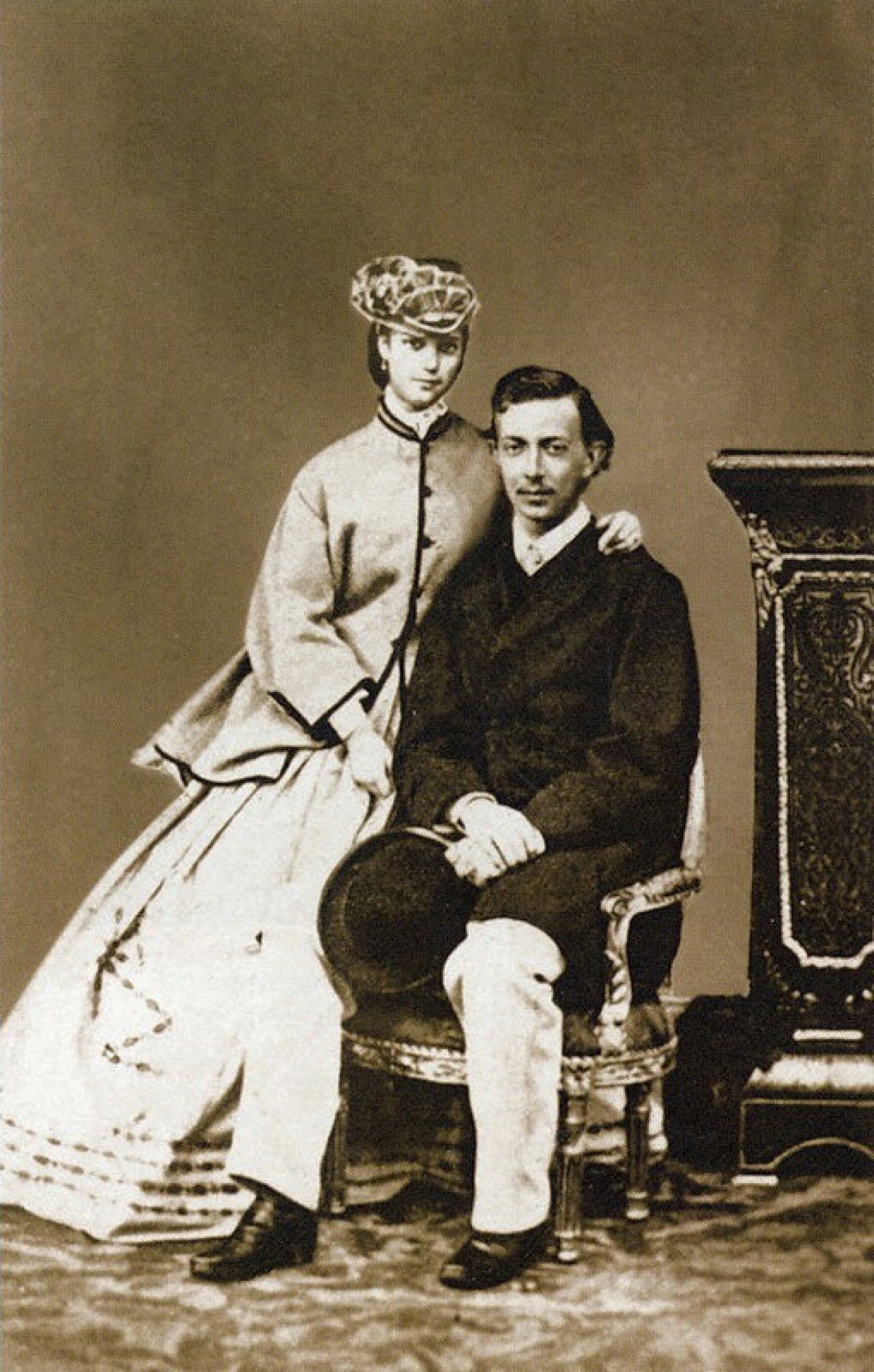
Спадкоємець цесаревич Микола Олександрович із нареченою, принцесою Дагмар. 1865 р.
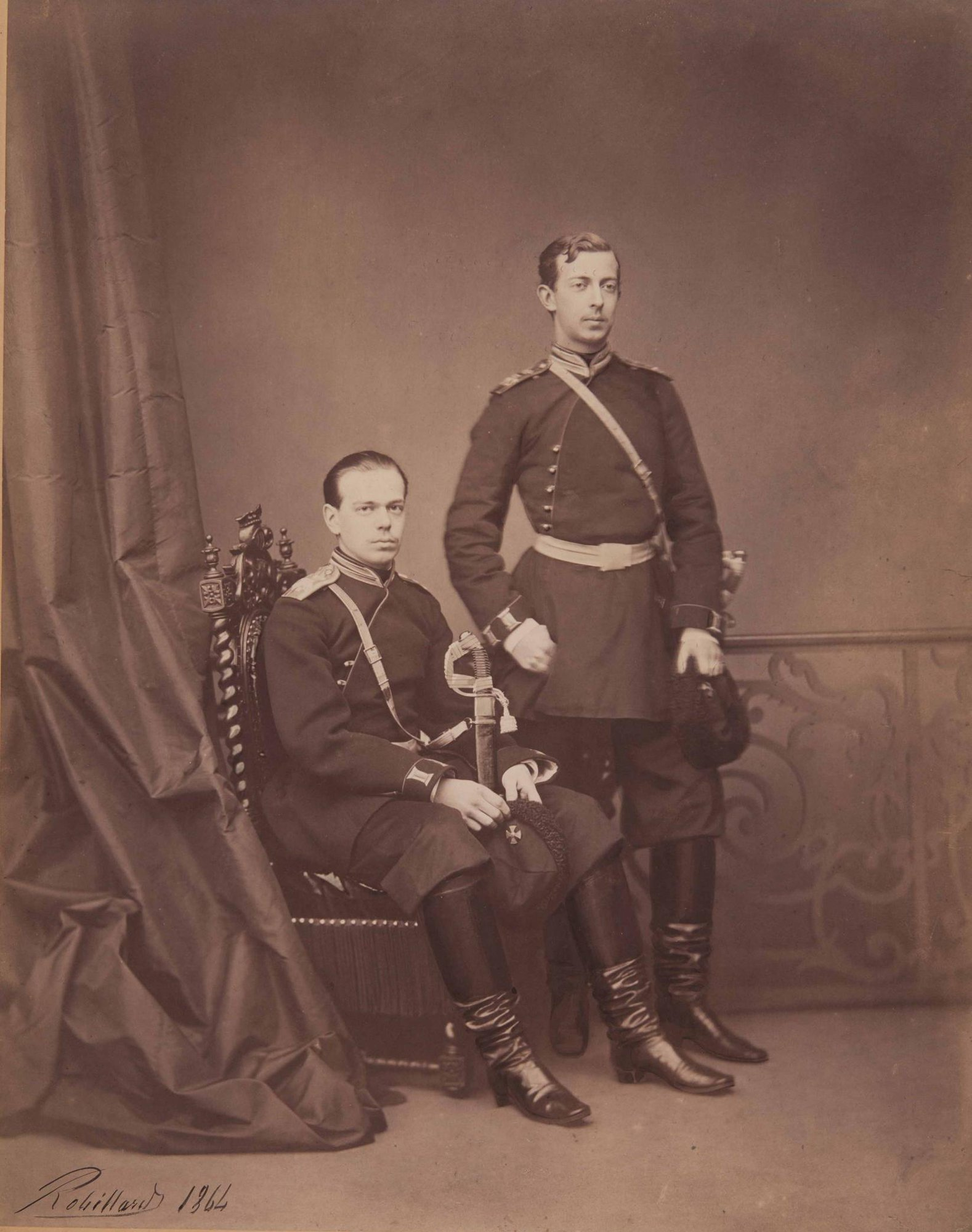
Цесаревич Микола Олександрович та в.кн. Олександр Олександрович (1864)
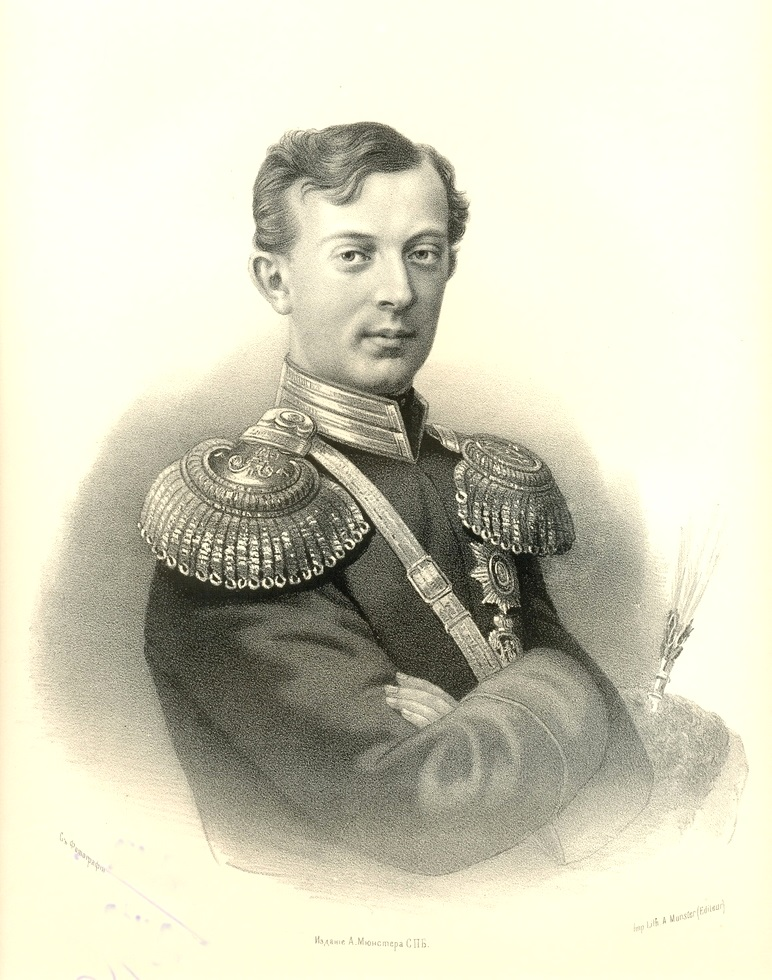
Микола Олександрович (1865)
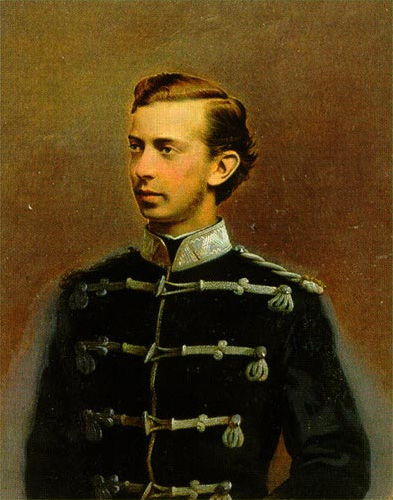
Цесаревич Микола Олександрович. Художник Лютівченка, 1865.
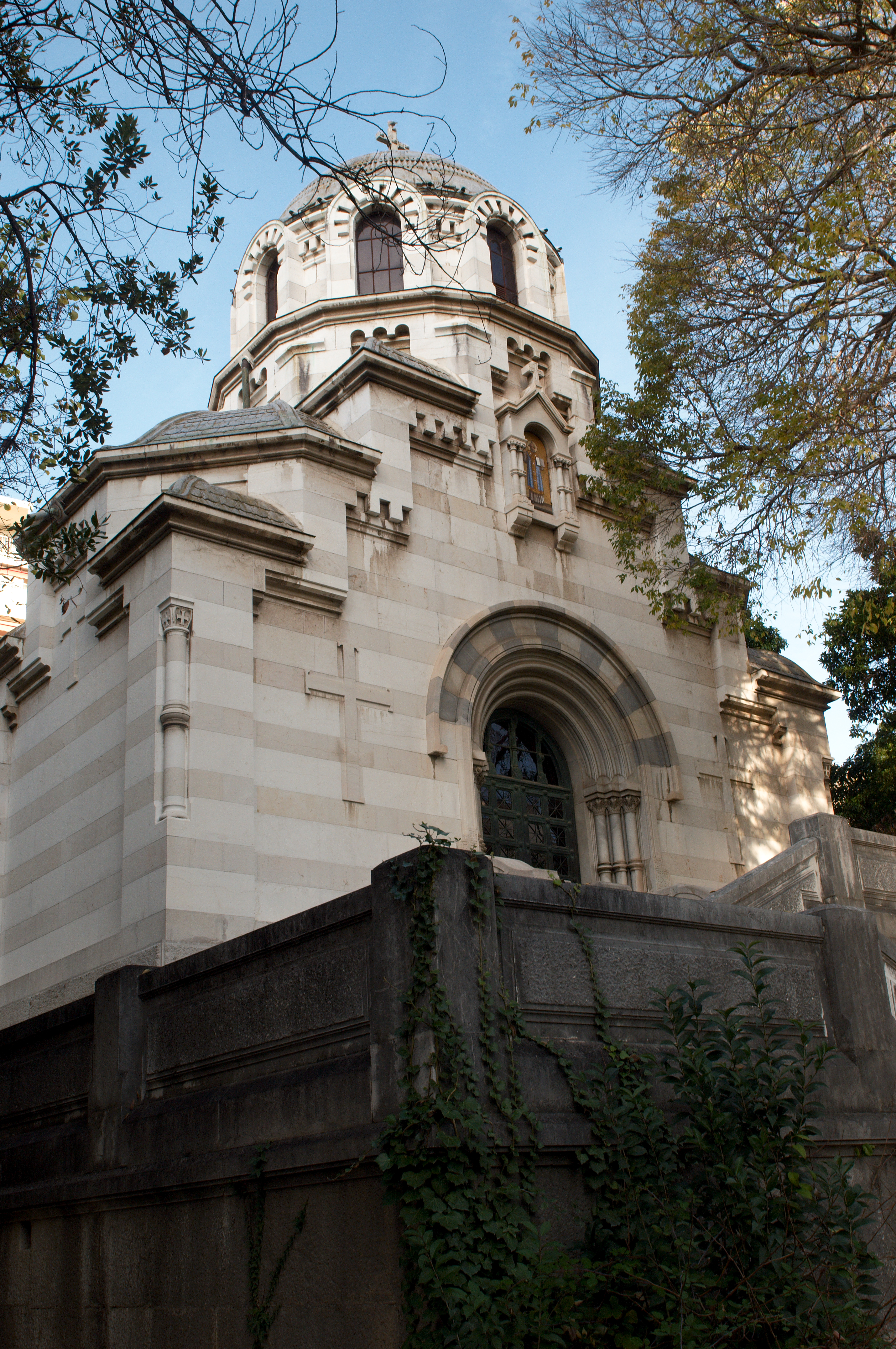
Меморіальна каплиця у французькій Ніцці. Арх. Давид Гримм

## Пам'ять

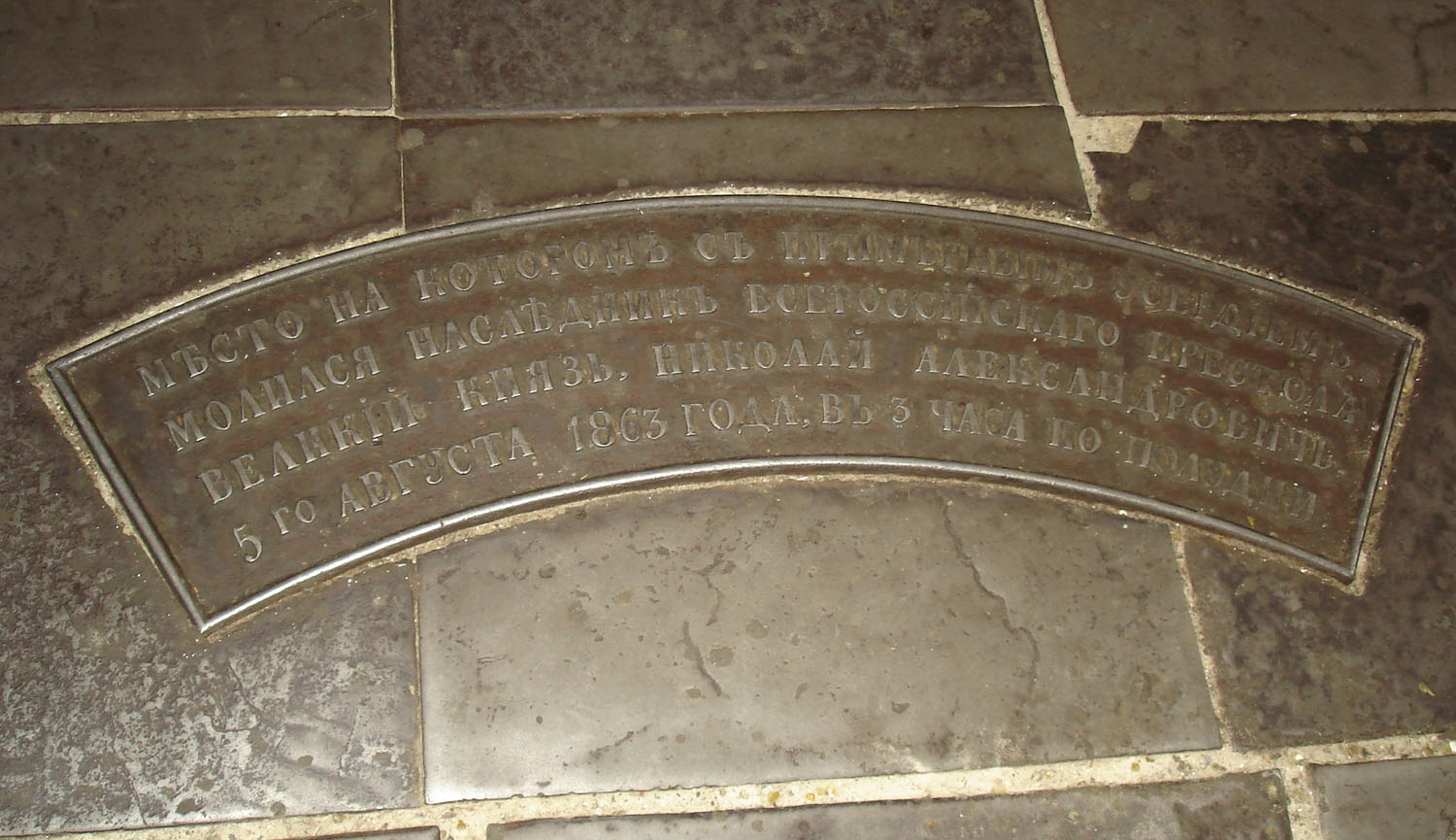
Місце моління Миколи Олександровича у Старочеркаському Воскресенському військовому соборі

До революції великому князю Миколі Олександровичу невеликі пам'ятки було встановлено у містах:
- Павловськ. У 1866 р. на постаменті амфітеатр в Павлівському парку був укріплений Овальний портрет цесаревича і мармурова дошка з написом. Після 1917 року вони були вилучені і в даний час зберігаються в Павлівському палаці-музеї. Кам'яний амфітеатр зберігся.
- Санкт-Петербург. Бронзовий бюст на високому фігурному постаменті поруч з Микільською церквою на Чорній Річці. Відкрито 9 травня 1874 року, скульптор Олександр Опєкушин. І пам'ятник, і церква були знищені після 1917 р.
- Уральськ. Мармуровий бюст на постаменті в альтанці-ротонді. Пам'ятник був знищений після 1917 р.
- Станиця Романовська. Чавунний пам'ятник на вулиці Донській. Пам'ятник був знищений після 1917 р.
- Царське Село (м. Пушкін). Бронзовий бюст на гранітному постаменті біля великого ставка в Катерининському парку. Відкритий, імовірно, наприкінці 1860-х років, скульптор Олександр Опєкушин. Бюст був знятий після 1917 р.і в даний час знаходиться в запасниках Катерининського палацу-музею. Влітку 2010 р.на постаменті була встановлена точна копія цього бюста.
- Пам'ятник цесаревичу в Ніцца. Відкрито 19 грудня 2012 року в саду Нікольського собору[16]
- Boulevard Tzaréwitch (Бульвар Царевича) в Ніцці названий в пам'ять про цесаревича Миколу Олександровича. У Ризі встановлено царський камінь на честь відвідування цесаревичем Мангальсальського молу 5 серпня 1860 року.